# МКС-29
МКС-29 — двадцять дев'ятий довготривалий екіпаж Міжнародної космічної станції. Робота екіпажу почалася 16 вересня 2011 року о 00:38 UTC після відстиковки корабля «Союз ТМА-21» від станції, завершилася 21 листопада цього ж року о 23:00 UTC. Троє членів екіпажу до початку експедиції вже перебували на станції, інші троє мали бути доставлені на «Союзі ТМА-22» у вересні 2011 року, однак через аварію Прогресу М-12М старт корабля був перенесений на 14 листопада.

## Екіпаж[4]
| Посада        | З вересня 2011 року       | З листопада 2011 року      |
| ------------- | ------------------------- | -------------------------- |
| Командир      | Майкл Фоссум (3), НАСА    | Майкл Фоссум (3), НАСА     |
| Бортінженер 1 | Сатоші Фурукава (1), JAXA | Сатоші Фурукава (1), JAXA  |
| Бортінженер 2 | Сергій Волков (2), РКА    | Сергій Волков (2), РКА     |
| Бортінженер 3 |                           | Антон Шкаплеров (1), РКА   |
| Бортінженер 4 |                           | Анатолій Іванишин (1), РКА |
| Бортінженер 5 |                           | Деніел Бербенк (3), НАСА   |

## Основні моменти експедиції

### ЗапускСоюз ТМА-02М
Перші три члени екіпажу стартували на кораблі Союз ТМА-02М з космодрому Байконур, Казахстан, о 21:18 UTC 7 червня 2011 року. До складу екіпажу ввійшли: Сергій Волков (Роскосмос), Сатоші Фурукава (JAXA) та Майкл Фоссум (НАСА). Їхнійми дублерами були Олег Кононенко (Роскосмос), Дональд Петтіт (НАСА), та Андре Кейперс (ЄКА). Союз ТМА-02М успішно пристикувався до МКС 9 червня 2011 о 17:19 (UTC−4).

### ЗапускСоюз TMA-22
Старт корабля Союз TMA-22 було здійснено з космодрому Байконур о 4:14 (UTC) 14 листопада 2011, з екіпажем у складі Антона Шкаплерова (Роскосмос), Анатолія Іванишина (Роскосмос), та Деніела Бербенка (НАСА). Космічний корабель було виведено на 250 км орбіту, та успішно зістиковано з МКС о 5:24 (GMT) 16 листопада 2011.

### Відліт наСоюз ТМА-02М
Двадцять дев'ята експедиція була завершена з відльотом ТМА-02М з МКС о 23:00 (GMT) 21 листопада 2011, з екіпажем у складі Фоссума, Волкова та Форукава на борту. Корабель успішно приземлився в Казахстані о 2:26 (GMT) 22 листопада.